# سماد أخضر

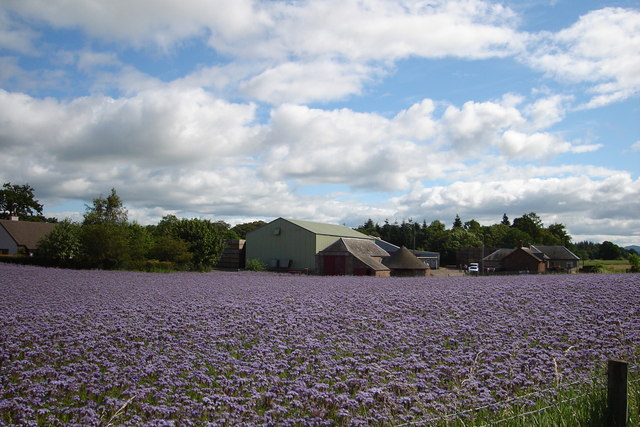

السماد الأخضر (بالإنجليزية: Green manure)‏ مصطلح يقصد به نباتات تزرع بغرض حرثها في الأرض فيما بعد، وذلك لأجل إعادة العناصر الغذائية إلى التربة وزيادة خصوبتها. يمكن زراعة محاصيل تساهم في عملية تثبيت النيتروجين (الآزوت) (بالإنجليزية: Nitrogen fixation)‏ في التربة، وتجعل التربة أكثر نفاذية للجذور، كما أنها تساهم في القضاء على الأعشاب الضارة. قبل تمام نضج المحصول الأخضر ينبغي أن يحرث ويقلب في التربة جيداً، وذلك لتسريع عملية تحلله في التربة ولكي تكون الفائدة منه عالية. من أبرز المحاصيل البقولية الشتوية التي تزرع كسماد أخضر النفل الترمس، ومن المحاصيل الشتوية غير البقولية القمح الشعير. أما محاصيل السماد الأخضر الصيفية البقولية فتشمل اللوبياء والفاصولياء والفول السوداني والبرسيم الحجازي، ومن المحاصيل النجيلية الدخن. تستعمل أيضاً بعض محاصيل الفصيلة الصليبية نظراً لقدرتها على تخفيض نمو الأعشاب الضارة.